# IC 4897
IC 4897 је спирална галаксија у сазвјежђу Телескоп која се налази на листи објеката дубоког неба у Индекс каталогу.
Деклинација објекта је - 51° 52' 4" а ректасцензија 19h 49m 19,6s. Привидна величина (магнитуда) објекта IC 4897 износи 14,8 а фотографска магнитуда 15,6. IC 4897 је још познат и под ознакама ESO 233-1, PGC 63703.